# Adelpha thesprotia
Adelpha thesprotia is een vlinder uit de onderfamilie Limenitidinae van de familie Nymphalidae. De wetenschappelijke naam van de soort werd als Heterochroa thesprotia in 1867 gepubliceerd door C. & R. Felder.